# NGC 6153
NGC 6153 је планетарна маглина у сазвежђу Шкорпија која се налази на NGC листи објеката дубоког неба.
Деклинација објекта је - 40° 15' 11" а ректасцензија 16h 31m 30,6s. Привидна величина (магнитуда) објекта NGC 6153 износи 10,9 а фотографска магнитуда 11,5. NGC 6153 је још познат и под ознакама PK 341+5.1, ESO 331-PN6, AM 1628-400.